# Rudolf Albust
Rudolf Albust (28 de junho de 1913 - 9 de abril de 1945) foi um oficial alemão que serviu na Heer durante a Segunda Guerra Mundial. Foi condecorado com a Cruz de Cavaleiro da Cruz de Ferro.